# 刘桂楠
刘桂楠（1933年9月—2020年10月26日），男，广东潮州人，中华人民共和国军事人物，中国人民解放军少将，曾任海南军区政治委员、广州军区政治部副主任，第七、八届全国人大代表。